# Samorząd terytorialny w Kongu
Samorząd terytorialny w Kongu – struktura samorządu terytorialnego zorganizowana w Kongu.

## Samorząd terytorialny w Konstytucji Konga
Według artykułu 208 Konstytucji Konga "Społeczności lokalne w Republice Konga to departamenty i gminy".
Artykuł 209 Konstytucji Konga stanowi, że "Społeczności lokalne administrują się same, swobodnie, poprzez wybrane rady (...)". W następnym artykule wyrażono kompetencje społeczności lokalnych.

## Kompetencje samorządu
Do konstytucyjnych kompetencji społeczności lokalnych należą:
- planowanie, rozwój i organizacja przestrzenna (aménagement) departamentu;
- urbanistyka i środowisko;
- nauczanie przedszkolne, podstawowe i średnie;
- podstawowa ochrona zdrowia, działania społeczne i ochrona ludności;
- zapobieganie, zmniejszanie ryzyka i zarządzanie w trakcie katastrof;
- dbanie o środowisko i turystykę;
- prowadzenie akcji sportowych i kulturalnych;
- rolnictwo, hodowla zwierząt, rybołówstwo i hodowla ryb;
- administracja i finanse;
- handel i rzemiosło artystyczne;
- utrzymanie dróg (routier).

## Struktura państwa
Republika Konga jest podzielona na 12 departamentów (départements), te z kolei dzielą się na 86 dystryktów i 7 gmin.